# Zelinkaderes brightae
Espèce
Zelinkaderes  brightae est  une espèce de Kinorhynches de la famille des Zelinkaderidae.

## Distribution
Cette espèce a été découverte à Fort Pierce en Floride.

## Publication originale
- Sørensen, Heiner, Ziemer & Neuhaus, 2007 : Tubulideres seminoli gen. et sp. nov. and Zelinkaderes brightae sp. nov. (Kinorhyncha, Cyclorhagida) from Florida. Helgoland Marine Research, vol. 61, n. 4, p. 247-265.